# HC Oceláři Třinec v české hokejové extralize 2005/2006

## Základní část

### HC Znojemští Orli
- 25.09.2005 HC Znojemští Orli - HC Oceláři Třinec 4 : 2 (1 : 1, 2 : 0, 1 : 1)
- 30.10.2005 HC Oceláři Třinec - HC Znojemští Orli 2 : 2 PP (1 : 1, 1 : 0, 0 : 1, 0 : 0)
- 11.12.2005 HC Znojemští Orli - HC Oceláři Třinec 2 : 1 (1 : 0, 0 : 0, 1 : 1) 600.zápas HC Oceláři Třinec v extralize
- 31.01.2006 HC Oceláři Třinec - HC Znojemští Orli 4 : 3 (2 : 2, 2 : 1, 0 : 0)

### HC Litvínov
- 16.09.2005 HC Litvínov - HC Oceláři Třinec 5 : 6 PP (1 : 2, 2 : 1, 2 : 2, 0 : 1) - branka v prodloužení 63. Rudolf Huna
- 23.10.2005 HC Oceláři Třinec - HC Litvínov 1 : 1 PP (1 : 0, 0 : 0, 0 : 1, 0 : 0)
- 04.12.2005 HC Litvínov - HC Oceláři Třinec 3 : 2 PP (1 : 1, 1 : 0, 0 : 1, 1 : 0) - branka v prodloužení 63. Ivo Prorok
- 24.01.2006 HC Oceláři Třinec - HC Litvínov 5 : 3 (1 : 0, 2 : 1, 2 : 2)

### HC Rabat Kladno
- 18.09.2005 HC Rabat Kladno - HC Oceláři Třinec 4 : 1 (2 : 1, 1 : 0, 1 : 0)
- 25.10.2005 HC Oceláři Třinec - HC Rabat Kladno 4 : 2 (0 : 0, 2 : 0, 2 : 2)
- 06.12.2005 HC Rabat Kladno - HC Oceláři Třinec 1 : 4 (0 : 0, 0 : 1, 1 : 3)
- 27.01.2006 HC Oceláři Třinec - HC Rabat Kladno 5 : 2 (0 : 0, 3 : 1, 2 : 1) - hetrik Jiří Polanský

### Bílí Tygři Liberec
- 09.09.2005 HC Oceláři Třinec - Bílí Tygři Liberec 2 : 5 (0 : 2, 1 : 2, 1 : 1)
- 14.10.2005 HC Oceláři Třinec - Bílí Tygři Liberec 2 : 2 (0 : 0, 2 : 2, 0 : 0, 0 : 0)
- 25.11.2005 Bílí Tygři Liberec - HC Oceláři Třinec 3 : 1 (0 : 1, 0 : 0, 3 : 0)
- 13.01.2006 Bílí Tygři Liberec - HC Oceláři Třinec 6 : 1 (1 : 0, 2 : 1, 3 : 0)

### HC Sparta Praha
- 24.09.2005 HC Oceláři Třinec - HC Sparta Praha 5 : 4 (1 : 1, 2 : 1, 2 : 2) - hetrik Jaroslav Kudrna
- 28.10.2005 HC Sparta Praha - HC Oceláři Třinec 2 : 3 (1 : 2, 1 : 1, 0 : 0)
- 09.12.2005 HC Oceláři Třinec - HC Sparta Praha 6 : 1 (1 : 1, 4 : 0, 1 : 0)
- 29.01.2006 HC Sparta Praha - HC Oceláři Třinec 4 : 0 (0 : 0, 3 : 0, 1 : 0)

### HC Moeller Pardubice
- 27.09.2005 HC Oceláři Třinec - HC Moeller Pardubice 2 : 1 (1 : 1, 0 : 0, 1 : 0)
- 01.11.2005 HC Moeller Pardubice - HC Oceláři Třinec 1 : 2 (0 : 1, 1 : 0, 0 : 1)
- 20.12.2005 HC Oceláři Třinec - HC Moeller Pardubice 1 : 3 (0 : 1, 1 : 1, 0 : 1)
- 03.02.2006 HC Moller Pardubice - HC Oceláři Třinec 2 : 3 (1 : 0, 1 : 1, 0 : 2)

### Vsetínská hokejová
- 13.09.2005 HC Oceláři Třinec - Vsetínská hokejová 3 : 1 (1 : 0, 0 : 0, 2 : 0)
- 21.10.2005 Vsetínská hokejová - HC Oceláři Třinec 0 : 4 (0 : 1, 0 : 0, 0 : 3)
- 02.12.2005 HC Oceláři Třinec - Vsetínská hokejová 2 : 1 (1 : 0, 0 : 0, 1 : 1)
- 19.01.2006 Vsetínská hokejová - HC Oceláři Třinec 4 : 1 (1 : 0, 2 : 0, 1 : 1)

### HC České Budějovice
- 11.09.2005 HC České Budějovice - HC Oceláři Třinec 2 : 2 PP (1 : 0, 0 : 1, 1 : 1, 0 : 0)
- 16.10.2005 HC Oceláři Třinec - HC České Budějovice 1 : 4 (0 : 1, 0 : 2, 1 : 1)
- 27.11.2005 HC České Budějovice - HC Oceláři Třinec 4 : 2 (1 : 0, 3 : 1, 0 : 1)
- 15.01.2006 HC Oceláři Třinec - HC České Budějovice 1 : 2 (1 : 1, 0 : 1, 0 : 0)

### HC Hamé Zlín
- 07.10.2005 HC Hamé Zlín - Oceláři Třinec 4 : 2 (1 : 0, 1 : 1, 2 : 1)
- 18.11.2005 HC Oceláři Třinec - HC Hamé Zlín 2 : 1 (0 : 0, 1 : 1, 1 : 0)
- 30.12.2005 HC Hamé Zlín - HC Oceláři Třinec 4 : 2 (2 : 0, 1 : 1, 1 : 1)
- 03.03.2006 HC Oceláři Třinec - HC Hamé Zlín 8 : 3 (4 : 1, 3 : 1, 1 : 1)

### HC Energie Karlovy Vary
- 09.10.2005 HC Oceláři Třinec - HC Energie Karlovy Vary 4 : 5 (3 : 3, 0 : 1, 1 : 1)
- 20.11.2005 Energie Karlovy Vary - Oceláři Třinec 2 : 2 PP (1 : 1, 1 : 0, 0 : 1, 0 : 0)
- 03.01.2006 HC Oceláři Třinec - HC Energie Karlovy Vary 3 : 2 (1 : 1, 1 : 1, 1 : 0)
- 05.03.2006 Energie Karlovy Vary - Oceláři Třinec 4 : 0 (1 : 0, 2 : 0, 1 : 0)

### HC Slavia Praha
- 02.10.2005 HC Oceláři Třinec - HC Slavia Praha 1 : 4 (0 : 0, 0 : 4, 1 : 0)
- 06.11.2005 HC Slavia Praha - HC Oceláři Třinec 0 : 4 (0 : 1, 0 : 2, 0 : 1)
- 28.12.2005 HC Oceláři Třinec - HC Slavia Praha 6 : 2 (2 : 0, 3 : 1, 1 : 1)
- 28.02.2006 HC Slavia Praha - HC Oceláři Třinec 3 : 0 (0 : 0, 1 : 0, 2 : 0)

### HC Lasselsberger Plzeň
- 30.09.2005 HC Lasselsberger Plzeň - HC Oceláři Třinec 4 : 2 (0 : 0, 2 : 1, 2 : 1)
- 04.11.2005 HC Oceláři Třinec - HC Lasselsberger Plzeň 1 : 3 (0 : 1, 1 : 0, 0 : 2)
- 22.12.2005 HC Lasselsberger Plzeň - HC Oceláři Třinec 5 : 2 (1 : 1, 2 : 1, 2 : 0)
- 04.02.2006 HC Oceláři Třinec - HC Lasselsberger Plzeň 3 : 2 (1 : 1, 0 : 0, 2 : 1)

### HC Vítkovice Steel
- 11.10.2005 HC Vítkovice Steel - HC Oceláři Třinec 3 : 1 (2 : 0, 0 : 0, 1 : 1)
- 22.11.2005 HC Oceláři Třinec - HC Vítkovice Steel 3 : 2 (1 : 0, 1 : 0, 1 : 2)
- 10.01.2006 HC Vítkovice Steel - HC Oceláři Třinec 2 : 3 (2 : 2, 0 : 0, 0 : 1)
- 09.03.2006 HC Oceláři Třinec - HC Vítkovice Steel 5 : 3 (2 : 1, 2 : 1, 1 : 1)

## Play-off -Sezona 2005 / 2006
|  | Čtvrtfinále      | Čtvrtfinále      |              |   | Semifinále | Semifinále |  |  | Finále | Finále |
|  |                  |                  |              |   |            |            |  |  |        |        |
|  |                  |                  |              |   |            |            |  |  |        |        |
|  | Slavia Praha     | 4                |              |   |            |            |  |  |        |        |
|  | Slavia Praha     | 4                |              |   |            |            |  |  |        |        |
|  | Třinec           | 0                |              |   |            |            |  |  |        |        |
|  | Třinec           | 0                | Slavia Praha | 4 |            |            |  |  |        |        |
|  |                  |                  | Slavia Praha | 4 |            |            |  |  |        |        |
|  |                  | České Budějovice | 1            |   |            |            |  |  |        |        |
|  | Liberec          | České Budějovice | 1            | 1 |            |            |  |  |        |        |
|  | Liberec          |                  |              | 1 |            |            |  |  |        |        |
|  | České Budějovice | 4                |              |   |            |            |  |  |        |        |
|  | České Budějovice | 4                | Slavia Praha | 2 |            |            |  |  |        |        |
|  |                  |                  | Slavia Praha | 2 |            |            |  |  |        |        |
|  |                  | Sparta Praha     | 4            |   |            |            |  |  |        |        |
|  | Sparta Praha     | Sparta Praha     | 4            | 4 |            |            |  |  |        |        |
|  | Sparta Praha     |                  |              | 4 |            |            |  |  |        |        |
|  | Zlín             | 2                |              |   |            |            |  |  |        |        |
|  | Zlín             | 2                | Sparta Praha | 4 |            |            |  |  |        |        |
|  |                  |                  | Sparta Praha | 4 |            |            |  |  |        |        |
|  |                  | Znojmo           | 1            |   |            |            |  |  |        |        |
|  | Znojmo           | Znojmo           | 1            | 4 |            |            |  |  |        |        |
|  | Znojmo           |                  |              | 4 |            |            |  |  |        |        |
|  | Vítkovice        | 2                |              |   |            |            |  |  |        |        |
|  | Vítkovice        | 2                |              |   |            |            |  |  |        |        |

## Play off (čtvrtfinále)

### HC Oceláři Třinec-HC Slavia Praha0:4 na zápasy
1. utkání
|  | HC Slavia Praha | 5 - 3         | HC Oceláři Třinec |  |
|  | HC Slavia Praha | (0:1,2:1,3:1) | HC Oceláři Třinec |  |

| Souhrn zápasu Report | Souhrn zápasu Report                                                                              | Souhrn zápasu Report | Souhrn zápasu Report                                    | Souhrn zápasu Report |
| -------------------- | ------------------------------------------------------------------------------------------------- | -------------------- | ------------------------------------------------------- | -------------------- |
|                      | 26:43 Tomáš Vlasák 35:58 Jaroslav Bednář 52:46 Ivo Prorok 56:23 Josef Beránek 58:52 Milan Kopecký |                      | 16:00 Rudolf Huna 26:25 Rudolf Huna 53:29 Jiří Polanský |                      |

2. utkání
|  | HC Slavia Praha | 7 - 4         | HC Oceláři Třinec |  |
|  | HC Slavia Praha | (1:2,4:1,2:1) | HC Oceláři Třinec |  |

| Souhrn zápasu Report | Souhrn zápasu Report | Souhrn zápasu Report | Souhrn zápasu Report                                                             | Souhrn zápasu Report |
| -------------------- | --- | -------------------- | -------------------------------------------------------------------------------- | -------------------- |
|                      | 08:30 Tomáš Žižka 23:51 Ivo Prorok 26:41 Tomáš Vlasák 28:08 Dominik Graňák 31:30 Petr Kadlec 55:00 Tomáš Vlasák 58:53 Jaroslav Bednář |                      | 01:08 Jan Peterek 06:44 Jaroslav Kudrna 30:43 Vlastimil Kroupa 52:07 Pavel Janků |                      |

3. utkání
|  | HC Oceláři Třinec | 2 - 3 SN          | HC Slavia Praha |  |
|  | HC Oceláři Třinec | (1:0,0:1,1:1,0:0) | HC Slavia Praha |  |

| Souhrn zápasu Report | Souhrn zápasu Report                  | Souhrn zápasu Report | Souhrn zápasu Report                                           | Souhrn zápasu Report |
| -------------------- | ------------------------------------- | -------------------- | -------------------------------------------------------------- | -------------------- |
|                      | 06:58 Jan Peterek 42:23 Jiří Polanský |                      | 25:07 David Hruška 59:39 Jan Novák rozhodující SN Tomáš Vlasák |                      |

4. utkání
|  | HC Oceláři Třinec | 3 - 4 PP          | HC Slavia Praha |  |
|  | HC Oceláři Třinec | (1:2,1:1,1:0,0:1) | HC Slavia Praha |  |

| Souhrn zápasu Report | Souhrn zápasu Report                                      | Souhrn zápasu Report | Souhrn zápasu Report                                                                 | Souhrn zápasu Report |
| -------------------- | --------------------------------------------------------- | -------------------- | ------------------------------------------------------------------------------------ | -------------------- |
|                      | 16:10 Peter Fabuš 37:27 Jiří Polanský 45:29 Jiří Polanský |                      | 06:33 Radek Dlouhý 15:40 Radek Dlouhý 23:55 Michal Sup branka v PP 64:38 Petr Kadlec |                      |

### Statistiky HC Oceláři Třinec
| Základní část | Základní část | Základní část | Základní část | Play off | Play off | Play off | Play off |
| Ročník        | Útočníci      | Obránci       | Brankáři      | Útočníci | Obránci  | Brankáři |          |
| ------------- | ------------- | ------------- | ------------- | -------- | -------- | -------- | -------- |
| 2005/2006     | Zde           | Zde           | Zde           | Zde      | Zde      | Zde      |          |

## Hráli za Třinec
- Brankáři Radovan Biegl (42 ZČ + 1 play off) • Martin Vojtek (15 ZČ + 3 play off)
- Obránci Jan Výtisk • Vlastimil Kroupa • Tomáš Pácal • David Všetečka • Tomáš Frolo • Radim Tesařík • Jiří Hunkes • Michael Vyhlídal • David Kudělka • Alexandr Hegegy • Lukáš Chmelíř • Jaroslav Bartoň
- Útočníci Zdeněk Skořepa • Jan Peterek –  • Rostislav Martynek • Jiří Polanský • Richard Bordowski • Roman Tomas • Václav Pletka • Jaroslav Kudrna • Andrej Petrakov • Rudolf Huna • Zdeněk Pavelek • Jiří Hašek • Josef Vítek • Tomáš Zbořil • Marcin Kolusz • Martin Paroulek • Marek Haas • Ľubomír Pištek • Peter Fabuš • Pavel Janků • Ivan Padělek • Martin Piecha • Josef Fojtík • Lukáš Zeliska • Jaromír Florián • Petr Škatula • Petr Lipina
- Hlavní trenér Jan Neliba • od 21.10.2005 Jiří Juřík